# Robert Beyschlag
Robert Julius Beyschlag, né le 1er juillet 1838 à Nördlingen et mort le 5 décembre 1903 à Munich, est un peintre bavarois de l'école de Munich, spécialiste de la peinture de genre.

## Biographie
Beyschlag est l'élève de Philipp Foltz à l'académie des beaux-arts de Munich.
Il est l'auteur d'une fresque au Nationalmuseum de Munich.
Il se spécialise dans des scènes familiales.

## Source
- (de) Cet article est partiellement ou en totalité issu de l’article de Wikipédia en allemand intitulé « Robert Beyschlag » (voir la liste des auteurs).